# Tour Patrick Berhault
 (juillet 2014).
La tour Patrick Berhault à Vaulx-en-Velin dans le département du Rhône est le plus haut mur d'escalade artificiel extérieur de France avec 48 mètres,. Ce mur d'escalade artificiel extérieur est moins haut de 1,39 mètre par rapport au plus haut du monde, qui est le CommRow à Reno au Nevada aux États-Unis avec 49,39 mètres,,.

## Histoire
Cette tour doit son nom à Patrick Berhault, un grimpeur et alpiniste français, guide de haute montagne et professeur à l'École nationale de ski et d'alpinisme (ENSA). Cette tour fait partie d'un grand ensemble immobilier - le Mas du Taureau datant des années 70. Cette tour a fait partie d'un grand projet de réhabilitation de la part de la ville de Vaulx-en-Velin.

## Caractéristiques du mur d'escalade[2]
Il s'agit d'un mur à grimper. Il n'est pas classé, ni le niveau de la structure artificielle d'escalade qui est avec point d'assurage. 
Ses dimensions sont les suivantes : 
- Hauteur : 48 m
- Largeur : 20 m
- Amplitude : 3 m

Le niveau s'échelonne de 3a à 7a.